# Tom Bateman
Pour les articles homonymes, voir Bateman.
Tom Bateman, né le 15 mars 1989 à Oxford, est un acteur britannique. Il est notamment connu pour son rôle dans la série Da Vinci's Demons de 2013 à 2015. Il a aussi joué dans la série télévisée britannique Jekyll and Hyde en 2015 et l'adaptation du film Le Crime de l'Orient-Express en 2017.

## Biographie
Ayant grandi dans une famille de 14 enfants et deux parents professeurs à Oxford, il a fréquenté l'école secondaire Cherwell à Oxford avant de rejoindre le National Youth Theatre pour ensuite intégrer la London Academy of Music and Dramatic Art de Londres de 2009 à 2011, où il a obtenu une bourse. Avant même d'être diplômé en 2011, il partageait la scène avec Catherine Tate et David Tennant dans Much Ado About Nothing au Wyndhams Theatre.

### Vie privée
Il est en couple avec l'actrice Daisy Ridley depuis 2017, après leur rencontre sur le tournage du film Le Crime de l'Orient-Express. Durant la promotion de La Vie rêvée de Miss Fran au Festival du film de Sundance 2023, l'actrice britannique confirme qu'ils sont mariés.

## Filmographie
Sauf indication contraire, les informations mentionnées dans cette section peuvent être confirmées par les bases de données cinématographiques IMDb et Allociné,  présentes dans la section « Liens externes ».

### Cinéma
- 2014 : The Mend
- 2015 : Experimenter
- 2017 : Hard Powder
- 2017 : Larguées (Snatched) de Jonathan Levine : James
- 2017 : Le Crime de l'Orient-Express (Murder on the Orient Express) de Kenneth Branagh : M. Bouc
- 2019 : Sang froid (Cold Pursuit) de Hans Petter Moland : Trevor « Viking » Calcote
- 2022 : Mort sur le Nil (Death on the Nile) de Kenneth Branagh : M. Bouc
- 2022 : Treize Vies (Thirteen Lives) de Ron Howard : Chris Jewell
- 2025 : Hedda de Nia DaCosta : George Tesman
- 2026 : The Love Hypothesis de Claire Scanlon : Dr. Adam Carlsen

### Télévision
- 2013 : Tunnel : Danny Hilier (saison 1)
- 2013-2015 : Da Vinci's Demons : Julien de Médicis (saison 1 et 2)
- 2014 : Mozart in the Jungle (épisode 1 de la saison 1)
- 2014 : Into the Dark : Wilkes (épisode The Body)
- 2015 : Jekyll and Hyde : Henry Jekyll / Edward Hyde (10 épisodes)
- 2018 : La Foire aux vanités : Rawdon Crawley
- 2019 : Beecham House : John Beecham
- 2021 : Mon amie Adèle : David Ferguson
- 2023 : Based on a True Story : Matt Pierce